# Pisjurka
Pisjurka (bulgariska: Пишурка) är en ort i Bulgarien. Den ligger i kommunen Obsjtina Medkovets och regionen Montana, i den nordvästra delen av landet, 110 km norr om huvudstaden Sofia. Antalet invånare är 121.